# The Knife That Killed Me
Pour plus de détails, voir Fiche technique et Distribution.
The Knife That Killed Me est un film dramatique britannique écrit et réalisé par Kit Monkman et Marcus Romer et sorti en 2014. 

## Fiche technique
- Titre original : The Knife That Killed Me
- Titre français :
- Titre québécois :
- Réalisation : Kit Monkman et Marcus Romer
- Scénario : Kit Monkman et Marcus Romer d'après le roman d'Anthony McGowan
- Direction artistique :
- Décors :
- Costumes : Catherine Chapman
- Montage : Thomas Mattinson
- Musique : Tom Adams
- Photographie : Kit Monkman
- Son :
- Production : Alan Latham et Thomas Mattinson
- Sociétés de production : Green Screen Productions, Knife That Killed Me et Premiere Picture
- Sociétés de distribution :  Universal Pictures
- Pays d’origine :  Royaume-Uni
- Budget :
- Langue : Anglais
- Durée : 101 minutes
- Format :
- Genre : Film dramatique
- Dates de sortie :
- Italie : octobre 2014 (festival du film de Rome)
  -  Royaume-Uni : 24 octobre 2014

## Distribution
- Jack McMullen : Paul
- Reece Dinsdale : le père de Paul
- Jamie Shelton : Roth
- Oliver Lee : Shane
- Charles Mnene : Goddo
- Rosie Goddard : Maddy
- Andrew Ellis : Bates
- Reece Douglas : Mickey
- Kerron Darby : Miller
- Haruka Abe : Serena
- Richard Crehan : Kirk
- Alfie Stewart : Stevie

## Tournage
Le film est tourné à partir d'avril  2012 entièrement en studio en incrustation. 